# Parathesis ferruginea
Parathesis ferruginea är en viveväxtart som beskrevs av Cyrus Longworth Lundell. Parathesis ferruginea ingår i släktet Parathesis och familjen viveväxter. Inga underarter finns listade i Catalogue of Life.